# Castell de Sant Llorenç d'Ares
El Castell de Sant Llorenç d'Ares és un edifici d'Àger (Noguera) declarat bé cultural d'interès nacional.
Conforma un conjunt amb la capella i el vilatge, situats al cim d'una gran penya, sobre el vessant de la Noguera Ribagorçana, a l'extrem occidental de la serra de Montsec d'Ares En concret, hi ha notables restes d'una torre, de murs i de l'església (segle xi), juntament amb les ruïnes d'un poble pre-medieval i d'una església visigòtica que conserva les quatre parets. També hi ha el castell, obra del segle x o xi.
Àger caigué en poder dels cristians el 1034 i Santa Linya, al sud de la vall, el 1035. El 1046 els sarraïns de Lleida reprengueren la vall, però l'any següent l'hagueren d'abandonar. En un diploma de 1048, Arnau Mir es proclama senyor alodial de la Vall d'Àger. Amb la creació i consolidació de la senyoria d'Àger, Arnau Mir de Tost es converteix en el baró més important del comtat d'Urgell. El castell de Sant Llorenç i altres van ser cedits a la comunitat religiosa d'Àger. És una fortalesa documentada el 1068.

## Arquitectura
Cal distingir un castell amb la seva torre i un primer recinte sobirà. Al costat, una església. Aquests dos elements, juntament amb un conjunt d'habitatges resten closos dins un recinte jussà de muralles.
Més avall hi ha un una altra zona d'habitatges i una espluga, coberta en part artificialment que segurament és l'element més primitiu de tot el conjunt.
Recinte sobirà. El castell és format per una torre de planta semicircular. El costat recte, a la banda SW, amb una longitud interior d'uns 7 m, coincideix amb el cingle. El gruix dels murs de la torre és d'uns 120 cm. Al voltant d'aquesta torre, per la banda E, es construí un recinte poligonal molt irregular, amb sis costats (si comptem el de la torre), que aprofita el terreny i s'adequa al relleu. Té una longitud interior, de N a S, d'uns 18 m. L'amplada màxima era de poc més de 10 m. En els murs d'aquest clos sobirà és visible que hi havia hagut tres nivells de cambres, amb dos pisos superiors. Cadascun d'aquests nivells té una alçada d'uns 2,5 m. El mur, a mesura que es puja, es va fent més prim, ja que els relleixos facilitaven la col·locació d'un embigat per al trespol de cadascun dels nivells d'habitació.
Els tipus d'aparell constructiu de la torre i del clos sobirà del castell són gairebé iguals. Són carreus allargats i ben arrenglerats en filades; sovintegen també les peces perfectament quadrades, que alternen amb les rectangulars. El morter de la torre és de més bona qualitat que el dels murs exteriors. La pedra emprada és la pròpia del país, tallada en roqueres properes on s'hi veuen les marques de desbastat.
Segurament aquestes construccions foren edificades entorn dels anys quaranta del segle xi.
El recinte jussà, que cloïa el castell, l'església de Sant Llorenç i el poble original, era format sobretot per un mur que tallava del SE al NW, en una longitud d'uns 120 m, tota la part del cimal del turó no defensada pel cingle natural. La distància entre aquest mur i el castell, situat a la punta més alta, és d'una mica més de 30 m. En aquesta muralla, gairebé ben recta, hi havia una torre a l'extrem que protegia la porta d'entrada, i una altra torre a la part central, a uns 70 m de la torre de l'extrem meridional. Sembla que l'existència de dues torres de flanqueig no és gens habitual al segle xi sinó un segle més tard. La muralla, en alguns sectors s'ha conservat amb una alçada de 4 m. La porta d'accés meridional restava protegida, d'una banda, pel cingle i, de l'altra, per una torre de defensa quasi quadrada i massissa. Els seus costats fan uns 4 m de llarg. Els murs d'aquesta torre lliguen amb els de la muralla, fet que fa suposar que tota aquesta fortificació fou construïda en un mateix moment. D'altra banda l'aparell de tot el conjunt és idèntic al de la torre i al de l'església.
L'any 1985 es dugué a terme una campanya de neteja, planimetria i prospecció arqueològica.

## Història
El castell de Sant Llorenç és un bon exemple de l'origen i evolució d'un castell. En els primers documents el denominen la «la Roca», indicador del seu caràcter de castell-refugi. El document en el qual apareix per primera vegada és de l'any 1044, quan el comte Ramon IV de Pallars Jussà i la seva muller Ermessenda vengueren a Arnau Mir de Tost i a la seva muller Arsenda d'Àger «ipsa rocha que dicunt Sancti Laurencii». La venda s'efectuà per quaranta unces d'or i incloïa la meitat del castell. L'altra meitat els la deixava en feu. Els comtes empenyoraren aquesta meitat a Arnau Mir i la seva esposa el 1046 «ipso castro de Sancti Laurencii a piet ipsa speluncha que dicunt Miralges». La possessió del castell per part dels comtes pallaresos indica que devia haver actuat com a enclavament avançat per al control dels sarraïns que dominaren la vall d'Àger fins al 1034. El mateix any 1046, Arnau Mir de Tost i la seva muller Arsenda feren donació del delme sobre dit castell a l'abadia d'Àger i, el 1048, de les esglésies situades «in kastro Sancti Laurencii».
En la dotació a l'abadia de Sant Pere d'Àger del 1057, les donacions inclouen el terme de Sant Llorenç i el castell en alou, ratificades els anys 1060 i 1065. El castell i el terme de Sant Llorenç foren una possessió de Sant Pere d'Àger fins a la fi de l'antic règim.
El 1131, el vescomte Guerau Ponç II de Cabrera, net d'Arnau Mir de Tost, retornà a l'abadia d'Àger el castell de Sant Llorenç que l'hi havia usurpat. El 1179, una butlla del papa Alexandre III confirmava que el castell continuava en possessió de l'abadia. L'any 1184, en un plet entre l'abat Ramon i Ramon de Sant Llorenç, se sentencia que el dit Ramon reconegui el domini de l'abat de Sant Pere sobre els homes de Sant Llorenç. Per la seva banda, l'abat havia de reconèixer els drets de Ramon de Sant Llorenç com a custodi i castlà del castell.
Els fogatjaments del segle xiv sols consignen quatre focs per al lloc de Sant Llorenç. El 1503 sols hi restava una família. L'església encara consta en una relació de les parròquies de l'arxiprestat d'Àger l'any 1648.